# Р27В-300
Р27В-300 (внутреннее обозначение: изделие 49) — одноконтурный турбореактивный двигатель с управляемым вектором тяги, разработанный в АМНТК «Союз». Использовался на серийном самолёте вертикального взлёта и посадки Як-38 и его модификации Як-38У в качестве подъёмно-маршевого двигателя.

## История
Проектирование двигателя для штурмовика Як-36М началось в 1967 году. В 1974 году Р27В-300 успешно прошёл государственные испытания, и началось его серийное производство. В начале 1980-х двигатель был модернизирован (повысилась тяга). Дальнейшим его развитием стал ПМД Р28В-300, разработанный для оснащения модернизированного штурмовика Як-38М.

## Конструкция
Двигатель одноконтурный осесимметричный. Состоит из следующих элементов:
- Входное устройство
- Компрессор низкого давления (пять ступеней)
- Компрессор высокого давления (шесть ступеней)
- Кольцевая камера сгорания
- Турбины низкого и высокого давлений (по одной ступени) с охлаждаемыми лопатками
- Раздвоенное дозвуковое сопло, перенаправляющее поток выходящих газов на две поворотные насадки
- Две поворотные сужающиеся насадки — приводятся в движение турбомоторами, синхронизация осуществляется с помощью рессор

## Модификации
- Р27В-300 — базовая версия для СВВП Як-38. Позже прошёл модернизацию, увеличившую тягу двигателя.
- Р28В-300 — ТРДД на базе Р27В-300 для модернизированных штурмовиков Як-38М. Отличается увеличенным диаметром входного устройства, за счёт чего была повышена тяга.